# Dmytro Hnatiouk
Dmytro Mikhaïlovytch Hnatiouk (ukrainien : Дмитро Михайлович Гнатюк ; russe : Дмитрий Михайлович Гнатюк), né le 28 mars 1925 à Starosillja (județul Cernăuți (ro), royaume de Roumanie, aujourd'hui oblast de Tchernivtsi en Ukraine) et mort le 29 avril 2016 à Kiev (Ukraine), est un chanteur d'opéra soviétique et ukrainien.

## Biographie
Dmytro Hnatiouk sera enterré à Kiev, au cimetière Baïkov.

## Récompenses et distinctions
- 1958 : Artiste émérite de l'URSS
- 1960 : Artiste du peuple de l'URSS
- 1967 : Ordre de Lénine
- 1975 : Ordre de l'Amitié des peuples
- 1985 : Ordre de Lénine
- 1985 : Ordre du Drapeau rouge du Travail
- 1999 : Artiste du peuple de l'Ukraine
- 2005 : Héros d'Ukraine
- 2015 : Ordre du Prince Iaroslav le Sage de 3e classe